# Tamins
Tamins (rm. Tumein) – miejscowość i gmina w Szwajcarii, w kantonie Gryzonia, w regionie Imboden. Pod względem liczby mieszkańców jest najmniejszą gminą w regionie.

## Demografia
W Tamins mieszka 1 226 osób. W 2020 roku 14,2% populacji gminy stanowiły osoby urodzone poza Szwajcarią. 

## Transport
Przez teren gminy przebiegają drogi główne nr 13 oraz nr 19.